# ブラック・フラッグ
ブラック・フラッグ (Black Flag) は、1976年に南カリフォルニアで結成された、ハードコア・パンク・バンド。「Black Flag（黒旗）」は、アナーキストの象徴。

## 来歴
1976年に、アメリカ合衆国カリフォルニア州ハモサビーチで結成された。キャリアを通じてメンバーの入れ替わりが激しく、結成から解散までバンドに在籍していたのは、リーダーでギタリストのグレッグ・ギンだけだった。
1981年に、S.O.A(ステイト・オブ・アラート）のヘンリー・ロリンズが、ボーカリストとしてバンドに加入。ロリンズの参加は、東海岸でもブラック・フラッグの名前が知れ渡るきっかけになった。バンドはこの頃から活動を活発にしていき、日本公演を含むワールド・ツアーをこなしながら次々とレコードをリリースする。
彼らのレコードの多くは、ギンが設立したインディー・レーベル「SST Records」 を通してリリースされた。SSTは、ブラック・フラッグの作品以外にも、ミート・パペッツやミニットメン、ハスカー・ドゥ、バッド・ブレインズ、ソニック・ユース、ダイナソーJr.、サウンドガーデンなど、ハードコアや初期オルタナの音源がリリースされており、1980年代のアメリカを代表するインディ・レーベルとなった。
1986年に解散。実質的な活動期間は長くはなかったが、アメリカ、特に西海岸のハードコアシーンに与えた影響は大きい。ただし、一般的なハードコアと違い、ブラック・フラッグの音楽は必ずしもスピードに重きをおかない。また、ブラック・サバスをはじめパンクロック以外の音楽からも影響を受けている。この傾向は特に、ロリンズ加入後（1980年代前半）の曲で顕著である。また、SSTはDIY精神の先駆者であり、2011年現在もインディ・レーベルという存在そのものに影響を及ぼしている。
2013年に本格的に再結成することを発表。2バンドに分かれての再結成や、ヘンリー・ロリンズは参加しないことなどが話題を呼んだ。

## メンバー
| ボーカル - キース・モリス (1976年-1979年) - 脱退後に、サークル・ジャークスに加入。 - ロン・レイズ (1979年-1980年) - 脱退後にレッド・クロスにドラマーとして加入。 - デズ・カデナ (1980年-1981年、2003年) - ギタリストと兼任だった。 - ヘンリー・ロリンズ (1981年-1986年) - 脱退後に、ロリンズ・バンドを結成。 ベース - レイモンド・ペティボーン (1976年) - グレッグ・ギンの実弟。 - Glen "Spot" Lockett (1976年-1977年) - チャック・ドゥコウスキー (1977年-1983年) - キラ・ロゼラー (1983年-1985年) - C'el Revuelta (1986年、2003年) | ギター - グレッグ・ギン (1976年-1986年、2003年) - 「ローリング・ストーンの選ぶ歴史上最も偉大な100人のギタリスト」において2003年は第99位、2011年の改訂版では削除された。 - デズ・カデナ (1981年-1983年、2003年) ドラマー - David Horvitz (1976年-1977年) - Brian Migdol (1977年-1978年) - ロボ (1978年-1981年、2003年) - 2011年現在は、ミスフィッツのメンバー。 - Emil Johnson (1982年) - Chuck Biscuits (Charles Montgomery) (1982年) - Bill Stevenson (1983年-1985年) - 2014年現在は、ディセンデンツ、オール、オンリークライム、ザ・ラストのメンバー。音楽プロデューサー。 - Anthony Martinez (1985年-1986年) |

## ディスコグラフィ

### スタジオ・アルバム
- 『ダメージド』 - Damaged (1981年、SST)
- 『マイ・ウォー』 - My War (1984年、SST)
- 『ファミリー・マン』 - Family Man (1984年、SST)
- 『スリップ・イット・イン』 - Slip It In (1984年、SST)
- 『ルース・ナット』 - Loose Nut (1985年、SST)
- 『イン・マイ・ヘッド』 - In My Head (1985年、SST)
- 『ホワット・ザ…』 - What The... (2013年、SST)

### ライブ・アルバム
- 『ライヴ'84』 - Live '84 (1984年、SST)
- Who's Got the 10½? (1986年、SST)
- Live at the On Broadway 1982 (2010年、CD Presents)

### コンピレーション・アルバム
- Everything Went Black (1982年、SST)
- 1982 Demos (1982年、None)
- 『ザ・ファースト・フォー・イヤーズ』 - The First Four Years (1983年、SST)
- 『ウェステッド・アゲイン』 - Wasted...Again (1987年、SST)

### EP
- Nervous Breakdown (1979年、SST)
- Jealous Again (1980年、SST)
- Six Pack (1981年、SST)
- TV Party (1982年、SST)
- The Process of Weeding Out (1985年、SST)
- Minuteflag (1986年、SST)
- Annihilate This Week (1987年、SST)
- I Can See You (1989年、SST)